# Mädchen in Uniform (1958)
Mädchen in Uniform ist ein deutscher Spielfilm von 1958. Darin verkörpert Romy Schneider die Internatsschülerin Manuela von Meinhardis, die für ihre Lehrerin Fräulein von Bernburg, verkörpert von Lilli Palmer, starke Gefühle entwickelt. In tragenden Rollen sind Therese Giehse und Blandine Ebinger zu sehen.
Der Film ist eine in der Handlung abgemilderte Neuverfilmung des gleichnamigen Films aus dem Jahr 1931. Wie dieser basiert er auf dem Theaterstück Ritter Nérestan von Christa Winsloe, aber auch auf der von dieser selbst erarbeiteten Romanfassung Das Mädchen Manuela.

## Handlung
Potsdam, Preußen, im Jahr 1910. In einem autoritär geführten Pensionat für adelige Mädchen herrschen strenge Sitten. Zur Vorbereitung auf ein Leben in der traditionellen Frauenrolle mit Kindern, Küche, Kirche werden die Schülerinnen zu Disziplin und Gehorsam erzogen, versinnbildlicht durch Schuluniformen. Eine junge engagierte Lehrerin, Fräulein von Bernburg, legt im Unterricht größere Betonung auf Individualität und Menschlichkeit. Sie wirft der Direktorin der Schule unbarmherzige und intolerante Erziehungsmethoden vor und zeigt bessere Wege auf – „eine Hand reichen“.
Eine hartherzige Konkurrentin im Kollegium – Fräulein von Racket, die rechte Hand der Direktorin –, regt die Einstudierung von Romeo und Julia durch die Mädchen an, um die Verliebtheit zweier Schülerinnen in Fräulein von Bernburg und das darin liegende Konfliktpotential anzustacheln. Eine dieser beiden Schülerinnen, Manuela von Meinhardis, die nach dem Tod der Mutter gerade neu ins Internat gekommen ist, spielt Romeo, während die andere Schülerin, Alexandra von Treskow, sich im Abseits fühlt. Die engagierte Lehrerin von Bernburg, die versucht, allen Schülerinnen mit Güte zu begegnen, ist zu Manuela ganz besonders freundlich, da sie Mitgefühl für deren Situation und ihre Trauer um die Mutter hegt.
In der Probe für das Theaterstück hilft sie Manuela in einer romantischen Szene den Romeo schauspielerisch wahrhaftig darzustellen, wobei es zu einem Kuss zwischen beiden kommt. Manuela findet Trost in ihrer Zuneigung für ihre Lehrerin und entwickelt eine schwärmerische Liebe. Elisabeth von Bernburg jedoch weiß nicht so recht, wie sie mit Manuelas Gefühlen umgehen soll, und versucht, deren Liebe zu ignorieren. Dadurch deuten beide um die Liebe von Bernburg konkurrierende Schülerinnen das Verhalten von Bernburg als eine „Hinwendung zu Romeo“. Nach Hintertreibung durch Alexandra von Treskow, die sich verschmäht wähnt, mündet die schwärmerische Liebe Manuelas im Kontext harter Bestrafung in einem Selbstmordversuch.
Diesem Selbstmordversuch geht ein Gespräch zwischen Manuela und der Lehrerin voran, in dem diese Manuela über ihr Vorhaben informiert, die Schule für immer zu verlassen. Nach diesem Gespräch steigt Manuela das Treppenhaus hinauf bis ins oberste Stockwerk, um sich dort über das Geländer in die Tiefe zu stürzen. Schülerinnen und Lehrerinnen sind derweil auf der Suche nach Manuela und finden sie vor dem Geländer stehend. Sie ziehen sie auf die Treppe zurück, auf der Manuela zusammenbricht.
Fräulein von Bernburg und die Direktorin treffen sich nach Manuelas Selbstmordversuch an deren Krankenbett. Die Direktorin reicht der im Schlaf rastlosen Manuela ihre Hand und bittet die engagierte Lehrerin, die bereits gekündigt hat, zu bleiben. Von Bernburg jedoch macht deutlich, dass Manuela „ihren Weg“ finden müsse und auch die Direktorin selbst eine neue, bessere Erziehung verantworten muss. Von Bernburg, die schon lange an ihre alte, weniger repressive Wirkungsstätte zurückkehren wollte, erlaubt sich somit selbst, diesem Wunsch zu folgen.

## Produktion

### Vorlage
Die Handlung des Films basiert auf dem Theaterstück Ritter Nérestan (Uraufführung in Leipzig 1930, zweite Inszenierung 1931 in Berlin unter dem Titel Gestern und heute) von Christa Winsloe, aber auch auf der von dieser selbst erarbeiteten Romanfassung Das Mädchen Manuela (1933, spätere Auflagen unter dem Titel Mädchen in Uniform).

### Dreharbeiten
Da die West-Berliner Filmproduktion nicht an in der DDR gelegenen Originalschauplätzen in Potsdam erfolgen konnte, diente als Drehort für die Außenaufnahmen der Park des Jagdschlosses Glienicke in Berlin-Wannsee nahe Potsdam; das im Film sichtbare Panorama über die Glienicker Lake auf das Schloss Babelsberg und die Villa Kampffmeyer wurde drei Jahre nach den Dreharbeiten durch die im Zuge der Errichtung der Berliner Mauer auch an der Potsdamer Grenze zu West-Berlin deutlich verstärkten Absperranlagen wesentlich verändert und wurde erst nach dem Fall der Mauer und dem Abbau der Grenzanlagen wieder im alten Zustand sichtbar.
Im Vorspann wurden Vorkriegsmotive der Garnisonkirche verarbeitet, und es erklingt deren Glockenspiel Üb’ immer Treu und Redlichkeit, dessen Thema auch von der Filmmusik aufgenommen wird und den Bogen bis zum Ende des Filmes spannt. Emil Hasler und Walter Kutz waren für die Filmbauten verantwortlich.

## Rezeption

### Veröffentlichung
Der Film wurde am 28. August 1958 in der Lichtburg in Essen erstmals aufgeführt, nachdem er zuvor am 8. Juli 1958 auf der Berlinale vorgestellt worden war, wo er am Wettbewerb um den Goldenen Bären teilnahm.
Veröffentlicht wurde er zudem 1958 in Finnland und Frankreich, 1959 in Schweden und 1961 in Mexiko. 1965 wurde er in New York vorgestellt, 1977 in Madrid. 1985 war er Beitrag des New England Gay and Lesbian Film Festivals in New England und 2010 des Frameline San Francisco International LGBT Film Festivals sowie des Outfest Filmfestivals in den USA. Im August lief er auf dem Locarno Film Festival in der Schweiz. Veröffentlicht wurde der Film zudem in Belgien, Brasilien, Griechenland, Ungarn, Italien, Polen, Portugal und in der Sowjetunion.
Der Film wurde von der Universum Film GmbH am 23. Oktober 2009 und erneut am 22. Juni 2012 auf DVD veröffentlicht. Zudem ist er innerhalb der Reihe Romy Schneider Classic Edition auf DVD erschienen.

### Kritik
Das Heyne Filmlexikon (1996) bezeichnete Mädchen in Uniform als „etwas zu sehr geglättetes Farb-Remake des Films von Leontine Sagan“.
Das Lexikon des internationalen Films urteilte über die Neuverfilmung ähnlich, denn sie sei „psychologisch oberflächlich und bietet trotz guter Darsteller und effektvoller Inszenierung lediglich unverbindliche Unterhaltung“.
In der Neuen Berliner Woche vom 10. Oktober 1958 war zu lesen: „Die lieblich herbe Romy Schneider und die souverän frauliche Lilli Palmer enttäuschten auch ein anspruchsvolles Parkett nicht: Das lesbische Spiel kommt durchaus dezent und geschmackvoll über die Runden. Alles in allem eine saubere Arbeit, der man Anerkennung nicht versagen kann.“
Das Spandauer Volksblatt vom 16. Oktober 1958 führte aus: „Die Neufassung von Mädchen in Uniform ist um einiges zahmer und glatter als der schwarz-weiße Vorgänger von 1931. Das Glockenspiel der Potsdamer Garnisonskirche ‚Üb immer Treu und Redlichkeit‘ ist nicht mehr Weltanschauung, sondern nur noch Gleichnis. Der Abstand von der Hohenzollern-Ära ist schon zu groß. Geza Radvanyi gibt das Problem entschärft in hübschem, publikumssicheren Dekor. Schauspielerisch geht der Film zu etwa gleichen Teilen an Romy Schneider und Lilli Palmer. Romy geht erfreulich aus sich heraus. Sie macht aus der anlehnungsbedürftigen höheren Tochter einen runden Charakter. Intelligent und mit sicherem Gefühl für das Delikate ihrer Rolle legt Lilli Palmer ihre Lehrerin an.“
Die Berliner Tageszeitung Der Tag vom 16. Oktober 1958 beurteilte vor allem die Leistungen von Schneider und Palmer positiv und schrieb: „Positiv zu werten in diesem Film sind zwei schauspielerische Leistungen: Lilli Palmer als angeschwärmte Lehrerin und Romy Schneider als das Mädchen, das sich nach dem Tod der Mutter in ihrem verwaisten Liebesbedürfnis dieser Erzieherin zuwendet und im Überschwang der Gefühle fast eine Katastrophe herbeiführt. Lilli Palmer entwickelt wiederum ein wirklich nobles kultiviertes Spiel, und Romy Schneider überrascht hier (nach den vielen Rollen, in denen sie kindlich-süßen Charme entwickeln musste) mit einer imponierenden darstellerischen Eindringlichkeit. Sie wirkt echt in ihrer anfänglichen Scheu und ihrer seelischen Verklemmung, aber auch in ihren späteren Gefühlsausbrüchen. Negativ zu beurteilen ist die grobe Verzeichnung des Milieus. Was wir da sehen, ist mehr ein Zuchthaus als ein adliges Mädchen-Internat. Die Vorsteherin (Therese Giehse) ist keine Oberin, eher ein knotiger Feldwebel. Bilanz: Der alte Film mit Dorothea Wieck und Hertha Thiele, der einst so geschlossen gegen den geistigen Drill und die aus starren Vorurteilen erwachsene Härten anging, war ungleich erschütternder und erregender. Der Regisseur Geza Radvanyi verzeichnet die Atmosphäre, er wird langatmig und weckt weniger Teilnahme als Misstrauen an der Ehrlichkeit der Aussage und der Berechtigung der Anklage. Nur Lilli Palmer und Romy Schneider gelingt es, uns menschlich anzusprechen. Dafür sei beiden gedankt.“
Im Tagesspiegel vom 26. Oktober 1958 hieß es: „Nicht mehr die Vorlage – Schicksal einer jungen Adligen im Mädchenpensionat, das einer Militärakademie gleicht – macht diese Wiederverfilmung sehenswert, sondern neben Lilli Palmer diesmal wirklich das Spiel Romy Schneiders.“
Die Ciné-Revue lobte in ihrer Kritik vom November 1958: „Der Film, für den Geza Radvanyi verantwortlich zeichnet, hat solide Qualitäten. Man folgt der Handlung mit großer Aufmerksamkeit, denn die Dramatik des Themas wird geschickt herausgearbeitet. Lilli Palmers und Romy Schneiders eindrucksvolle Leistung verleihen dem Film seine wahre Bedeutung.“

### Auszeichnungen
- Berlinale 1958: nominiert für den „Golden Bären“ Géza von Radványi
- Deutsche Filmfestspiele 1959: Lilli Palmer und Romy Schneider waren in der Kategorie „Beste Hauptdarstellerin“ für das Filmband in Gold nominiert, Blandine Ebinger in der Kategorie „Beste Nebendarstellerin“ für das Filmband in Silber
- Bambi-Verleihung 1959: Bambi in der Kategorie „Beste Nachwuchsschauspielerin“ für Sabine Sinjen